# Křenovice dolní nádraží
Křenovice dolní nádraží – przystanek kolejowy w Křenovicach, w kraju południowomorawskim, w Czechach. Znajduje się na wysokości 210 m n.p.m..
Jest zarządzany przez Správę železnic. Na przystanku nie ma możliwości zakupu biletów, a obsługa podróżnych odbywa się w pociągu. 

## Linie kolejowe
- 340 Brno – Trenčianska Teplá